# この胸いっぱいの愛を
『この胸いっぱいの愛を』（このむねいっぱいのあいを）は、2005年公開の日本映画である。原作が梶尾真治、監督が塩田明彦と、2003年に公開された映画『黄泉がえり』のスタッフである。
原作は『クロノス・ジョウンターの伝説』収録の短編作品「鈴谷樹里の軌跡」であるが、同書収録の他の短編の人物名や設定も取り込んで大幅に翻案したものとなっている。
なお、原作者本人の手によるノヴェライズ作品も出版されている（後述）。
キャッチフレーズは、「思いが叶った瞬間（とき）、さよならが待っている」

## あらすじ
鈴谷比呂志は百貨店勤務の30歳の男。出張で小学校時代を過ごした門司（福岡県北九州市）を訪れた。ふと見ると少年が走っている。それは20年前の自分だった。
喫茶店で以前に出会ったヤクザ・布川と再会し、新聞を見ると1986年の文字がある。比呂志と布川は、2006年から20年前、1986年の門司にタイムスリップしていた。
20年前に自分の不始末で火事を起こしたのを思い出した比呂志は、少年時代に過ごした旅館に駆け込んだ。比呂志の働きで火は消し止められ、火事は起こらずに済む。
やがてこの旅館に住み込みで働くことになり、幼い頃の自分と同居生活をはじめた比呂志は、ある女性と出会う。それは20年前の比呂志の初恋の女性、青木和美だった。
音大を卒業しバイオリニストを目指していた和美は明るく気さくな性格で、少年時代の比呂志の遊び友達であった。しかし比呂志の記憶では、20年前、和美は難病を抱えており、手術を拒み続けた後に死亡していた。
和美を救えなかった事が心の奥にあった比呂志は、果たして今度は和美を救えるのか?

## 異なる結末
小説版と映画では結末が大きく異なっている。そのカギとなるのが「人生改造十ヶ条」の10個目である。小説版ではヒロがこの10個目を守り続けたためハッピーエンドで終わる。映画版ではこの10個目が全く意味のないものに変えられていてバッドエンドとなり重苦しい雰囲気を残しつつ後味の悪さを残して幕を閉じる。

## キャスト
- 鈴谷比呂志 : 伊藤英明
- 青木和美 : ミムラ
- 布川輝良 : 勝地涼
- 臼井光男 : 宮藤官九郎
- 鈴谷椿 : 吉行和子
- 青木保 : 愛川欽也
- ヒロ（幼少期の比呂志） : 富岡涼
- 布川靖代 : 臼田あさ美
- ヤクザの兄貴 : ダンカン
- 間宮浩介 : 金聖響
- 花を愛する男 :中村勘三郎
- 角田朋恵 : 倍賞千恵子
- 吉原園子 : 古手川祐子
- ハル : 坂口理恵

## スタッフ
- 監督 : 塩田明彦
- 原作 : 梶尾真治
- プロデューサー : 平野隆
- 脚本 : 鈴木謙一、渡辺千穂、塩田明彦
- 音楽 : 千住明
- 主題歌 :「Sweet Mom」 柴咲コウ
- ナレーション : 鈴木順（TBSアナウンサー）
- 製作会社 : TBS、東宝、MBS、東京都ASA連合、中部日本放送、小学館、WOWOW、日本出版販売、ジェネオン エンタテインメント、レヴィプラス、S・D・P、ツインズ・ジャパン、IMJエンタテインメント
- 制作プロダクション : ツインズジャパン
- 配給 : 東宝

## ノヴェライズ
上述のように、この映画は原作者の梶尾真治本人によってノヴェライズされており、映画の公開に先立って刊行された。
- この胸いっぱいの愛を（小学館文庫 2005年9月6日発売 ISBN 4-09-408047-3）

## 漫画
河丸慎の作画で漫画化もされている。映画を原作とし、オリジナルストーリーも付け加えられている。
- この胸いっぱいの愛を（小学館フラワーコミックススペシャル 2005年10月1日発売 ISBN 4-09-130270-X）